# ویر (شهر اتریش)
ویر (به آلمانی: Weer) یک منطقهٔ مسکونی در اتریش است که در شواس واقع شده‌است. ویر ۵٫۶۱ کیلومتر مربع مساحت دارد ۵۵۸ متر بالاتر از سطح دریا واقع شده‌است.